# Oncometopia amseli
Oncometopia amseli är en insektsart som beskrevs av Schröder 1975. Oncometopia amseli ingår i släktet Oncometopia och familjen dvärgstritar. Inga underarter finns listade i Catalogue of Life.